# Штеровская ГРЭС
Ште́ровская госуда́рственная райо́нная электроста́нция имени Ф. Дзержи́нского — первая тепловая электростанция, построенная на территории Украинской ССР по плану ГОЭЛРО.
Электростанция расположена в городе Миусинск Луганской области. Место строительства ГРЭС определили выбор источником водоснабжения реки Миус и горы (более 50 млн пудов) антрацитового штыба в отвалах рядом. Строительство началось в 1922 году, первый генератор был запущен в 1926 году, полностью станция введена в эксплуатацию в 1931 году.
Установленная мощность электростанции была 157 МВт. Во время Великой Отечественной войны турбоагрегаты № 1, 2, 3 и 4 Штеровской ГРЭС были демонтированы и вывезены на восток страны, а турбоагрегаты № 5 и 6 и все котлы — взорваны. Часть оборудования была установлена на Карагандинской ГРЭС в Темиртау. К 1953 году станцию восстановили и модернизировали, при этом установленная мощность выросла до 200 МВт. В 1983 году станция была закрыта, на её базе образовано энергоремонтное производство — подразделение «Донбассэнерго» (цех № 5).
Электростанция являлась градообразующим предприятием города Миусинск, возле неё вырос посёлок Штергрэс (позже присоединённый к Красному Лучу).